# Фикоуробилин
Фикоуробили́н — тетрапиррол оранжевого цвета, вовлечённый в процесс фотосинтеза у цианобактерий и красных водорослей. Хромофор прикреплён к фикобилипротеину фикоэритрину, дистальной части светособирающей системы (фикобилисомы).
Соединённый с фикоэритрином, фикоуробилин имеет максимум поглощения 495 нм. Этот хромофор обычно является донорным хромофором в фикоэритринах, а принимающим является фикоэритробилин. Он также может быть прекриплён к связующим полипептидам в фикобилисоме, где его роль ещё не до конца ясна.
Фикоуробилин обнаружен в фикобилисомах морских организмов, которым он позволяет эффективно поглощать зелёно-голубой свет. У почти повсеместно распространённой морской цианобактерии Synechococcus количество фикоуробилина в фикобилисомах коррелирует с экологической нишей, занимаемой бактерией: глубоководные Synechococcus весьма богаты фикоуробилином, в то время как прибрежная разновидность содержит его очень мало. Всё это свидетельствует о выдающейся адаптации цианобактериальной светособирающей системы, поскольку океанические воды несравненно богаче голубым светом, чем прибрежные.